# Peter Luder

Porträt um 1467

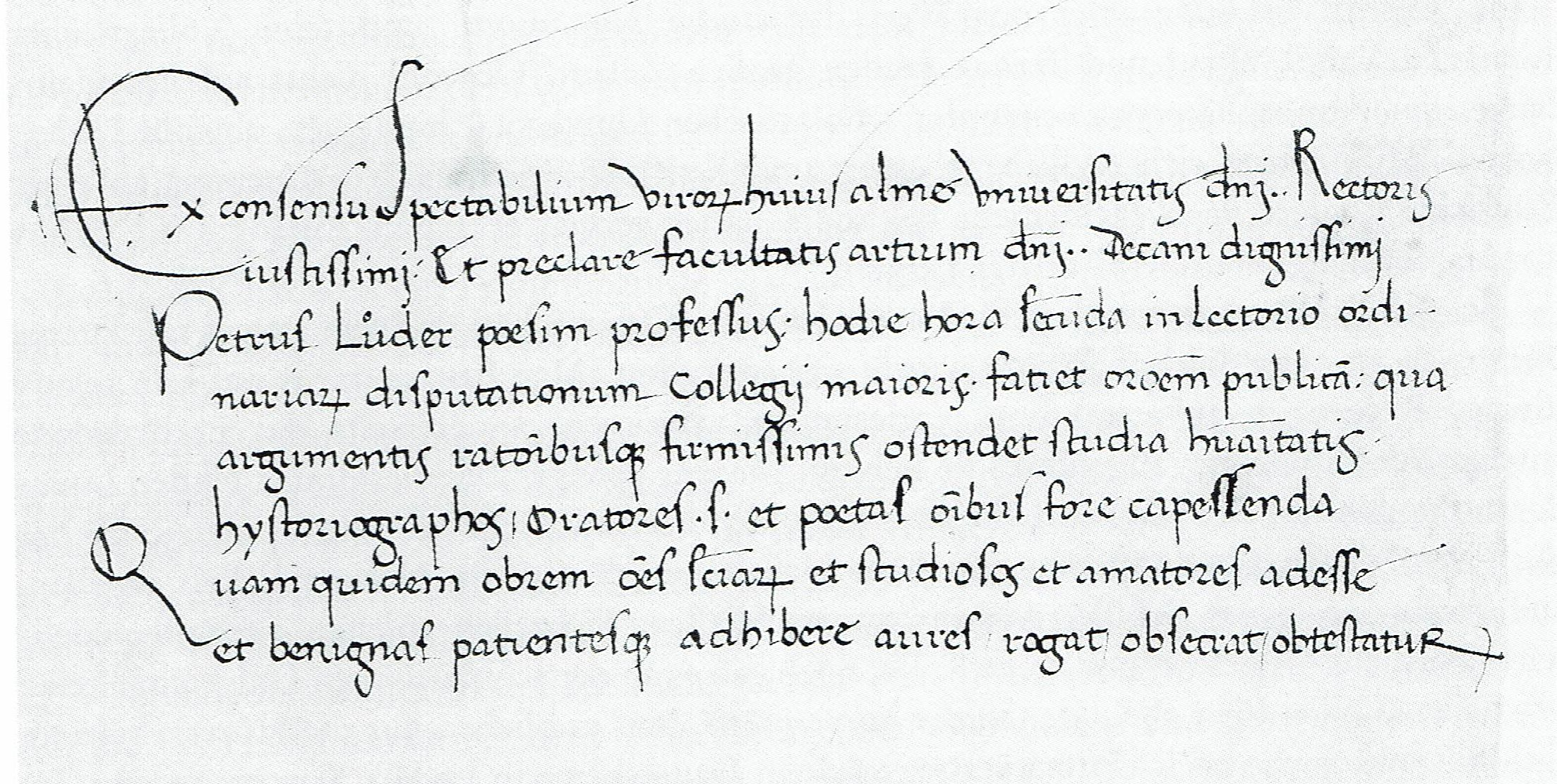
Eigenhändige Vorlesungsankündigung 1462

Peter Luder (lateinisch Petrus Luder; * um 1415 in Kislau bei Mingolsheim im Kraichgau; † 1472) war ein aus armen Verhältnissen stammender deutscher Wanderredner, Humanist, Mediziner und Gelehrter.

## Leben
Peter Luder wurde als Sohn des Johannes Luder von Kislau, an diesem Ort um 1415 geboren. Sein Geburtsjahr wurde errechnet durch die Annahme, dass er 1431 mit den damals üblichen 16 Jahren an die Universität Heidelberg ging. Zum Sommersemester 1431 immatrikulierte sich Luder in Heidelberg.

### Auslandsreisen
1433 ging er ohne Abschluss, aus Abenteuerlust und mittellos nach Italien, von wo aus ihn seine Reise 1434 über Rom, Venedig, die Adria, durch den Balkan nach Albanien, Makedonien und Griechenland führte.
Ungefähr vor 1440 begann er seine humanistischen Studien an der Universität Ferrara, wo er jahrelang den berühmten Guarino Veronese hörte. Er konzentrierte sich auf Geschichte, Rhetorik und Dichtung, besuchte auch Guarinos Privatschule und war zu Gast in seinem Haus. Von Pfarrer zu Pfarrer und von Kloster zu Kloster wanderte er im Mittelmeerraum, auch zu Schiff. 1445 wird Luder in Venedig aktenkundig. Der Herrscher der Republik, Doge Francesco Foscari, ernannte ihn zum Notar und zeichnete ihn mit dem Ehrentitel eines Schildträgers aus.

### Rückkehr und Stationen in Heidelberg, Erfurt und Leipzig
Auf Einladung des Kurfürsten Friedrich I. brach er im Mai 1456 nach Heidelberg auf und hielt dort am 14. Juli 1456 seine erste Vorlesung. Luder stieß mit seiner Rede an der scholastischen Universität Heidelberg auf Widerstand. So standen viele der scholastischen Professoren den von Luder vertretenen studia humanitatis ablehnend gegenüber. Der Grund dafür dürfte wohl auch sein freizügiger Lebenswandel gewesen sein; Luder zeugte in Heidelberg mehrere uneheliche Töchter. Seine Hoffnung, in Heidelberg eine Stelle als Professor zu bekommen, wurde enttäuscht, und ständige Geldsorgen waren die Folge.
Am 11. Februar 1458 hielt Luder in der Universität eine Lobrede auf Kurfürst Friedrich den Siegreichen. Zwei Jahre später, im Spätsommer 1460, war er in Ulm, jedoch wurde er schon Ende des Jahres an der Universität Erfurt aufgenommen.
Von dort wechselte er 1462 zur Universität Leipzig. Mit seiner Antrittsrede initiierte er den Humanismus in Deutschland. Zu seinen Leipziger Schülern und humanistischen Freunden zählte Hartmann Schedel, der spätere Verfasser der Schedelschen Weltchronik und Heinrich Stercker, der spätere gelehrte Rat in Kursachsen.

### Promotion in Padua
Im gleichen Jahr (1462) ging er wieder nach Padua, da er wohl eingesehen hatte, dass nur ein Titel die Chance auf eine sichere Anstellung bot. Daraufhin bat der Pfalzgraf seinen Humanisten, bei niemand anderem in den Dienst zu treten und zurückzukehren. 1463/1464 begann Luder, zusammen mit Hartmann Schedel, ein Medizinstudium an der Universität Padua, am 2. Juni 1464 folgt endlich seine Promotion.
1468 kehrte Luder ins deutschsprachige Gebiet zurück. An der Universität Basel brauchte man ihn als Mediziner und Humanisten. Luder trat in den Dienst des Herzogs Sigismund von Tirol. Im März 1470 kam eine österreichische Delegation an den burgundischen Hof in Brügge, darunter Peter Lüderer, Doctor der Medicin, für den diplomatischen Einsatz wurde er mit 30 Gulden besoldet. Eine neue Spur findet sich an der Universität Wien, wo er sich im Sommersemester 1470 in die Matrikel als Dominus Petrus Luder de Kyslaw Spirensis diocesis doctor in medicin eingetragen hat.
Einer seiner Schüler hielt im Tagebuch fest, dass Luder im Jahr 1472 gestorben sei. Somit dürfte er nur 57 Jahre alt geworden sein.

## Rezeption
Luder ist in den vergangenen Jahrzehnten als eine herausragende Persönlichkeit der Geistes- und Universitätsgeschichte wiederentdeckt worden. Er gilt als Pionier, Apostel oder Wegbereiter der „Studia humanitatis“ in Deutschland. Er ist Gegenstand zahlreicher Spezialstudien. Der berühmte „Kislauer“, der sich selbst als klein von Wuchs und schwarzhaarig bezeichnete, ist für die universitäre Forschung ein herausragendes Beispiel für den Frühhumanismus in Deutschland. Seine prominentesten Schüler in Heidelberg waren die bekannten deutschen Frühhumanisten Matthias von Kemnat und Stefan Hoest. Mit Matthias von Kemnat, dem späteren Hofkaplan und Historiographen von Kurfürst Friedrich I., verband Luder eine sehr persönliche, enge Freundschaft. Luders Nachfolger in Heidelberg wurde der Theologe Stephan Hoest.
Lange Zeit stand die Beurteilung seines Wirkens in einem relativ negativen Lichte. Daran hatten die Urteile von Wilhelm Wattenbach und Georg Voigt einen maßgebenden Anteil. Zwar erkannte man an, dass Luder eine Vorreiterrolle bei der Verbreitung humanistischen Gedankengutes spielte. Dennoch ließen sie sich vornehmlich von dessen Schwächen einnehmen, die er als Persönlichkeit ganz unzweifelhaft an den Tag legte. Luder als Lateinlehrer betrieb auch nicht die eigentliche Wiederbelebung der Antike, sondern bezieht sich auf das Neulatein. Heute wird er vor allem als Vorreiter zur Verbreitung der Ideen des italienischen Renaissance-Humanismus in Deutschland geschätzt.

## Ausgaben und Übersetzungen
- Wilhelm Wattenbach (Hrsg.): Laus Friderici Ducis Bavarie Comitis palatini. In: Wilhelm Wattenbach: Zu Peter Luder's Lobrede auf Pfalzgraf Friedrich den Siegreichen. In: Zeitschrift für die Geschichte des Oberrheins  Bd. 23 (1871) S. 21–38, Edition S. 25–37. [Digitalisat]
- Paul Maria Baumgarten (Hrsg.): Laudes Palacii et Palatini, in: Paul Maria Baumgarten, Laudes Palacii et Palatini. Deutsche Lobrede auf Kurfürst Friedrich I. von der Pfalz, in: Römische Quartalschrift für christliche Altertumskunde und Kirchengeschichte  Bd. 1 (1887) S. 231–258, Edition S. 237–258. [Digitalisat]
- Eske Bockelmann (Hrsg.): Die Metrikvorlesung des Frühhumanisten Peter Luder (= Gratia. Bamberger Schriften zur Renaissanceforschung. Heft 14). Kaiser, Bamberg 1984, ISBN 3-921834-14-7 (kritische Edition mit Übersetzung und Kommentar)
- Peter Luder, Vorlesungsankündigungen. In: W. Trillitzsch: Der deutsche Renaissancehumanismus. Frankfurt 1981, S. 149–152.